# Iglesia ortodoxa de Albania
La Iglesia ortodoxa autocéfala de Albania (en albanés: Kisha Ortodokse Autoqefale e Shqipërisë) también conocida como Iglesia ortodoxa de Albania o Iglesia ortodoxa albanesa es una iglesia ortodoxa  que declaró su autocefalía en 1922 y que fue reconocida por el Patriarcado Ecuménico en 1937. Desde el 16 de marzo de 2025 está dirigido por el arzobispo Juan de Albania, quien ostenta el título de arzobispo de Tirana, Durrës y toda Albania. 

## Historia
Según la tradición, el cristianismo llegó a la región de Iliria con la predicación del apóstol Pablo a mediados del siglo I. La conversión al cristianismo de Albania tuvo lugar bajo influencia latina en el norte del país y bajo influencia griega en el sur. Aunque el rito bizantino fue usado en muchas de sus iglesias, Albania fue parte del patriarcado de Roma hasta 731, cuando el emperador bizantino León III el Isáurico, en represalia por la oposición del papa Gregorio III a la política iconoclasta del emperador, anexó el Ilírico oriental al Patriarcado de Constantinopla. Luego, en 1054 se produjo el cisma que dividió a la Iglesia entre católica y ortodoxa.
Después de la conquista otomana en el siglo XV, dos tercios de la población albanesa se convirtió o fue obligada a convertirse al islam y los católicos de rito latino se fueron estableciendo en el norte del país. Después de la independencia de Albania en 1912, Fan Noli, quien en 1924 se convertiría en una importante figura política y primer ministro de la nación, viajó a Albania, en donde desempeñó un papel importante en el establecimiento de la Iglesia ortodoxa albanesa. El 17 de septiembre de 1922, el primer Congreso Ortodoxo convocado en Berat sentó formalmente las bases de una Iglesia ortodoxa albanesa y declaró su autocefalía. Fan Noli fue consagrado como obispo de Korçë , mientras que el establecimiento de la Iglesia fue visto como un avance importante para mantener la unidad nacional albanesa.
Al final del congreso se aprobó el primer estatuto de la iglesia y Visarión Xhuvani, colaborador de Noli, fue elegido como su arzobispo y gobernó la iglesia hasta 1939, cuando el Patriarcado Ecuménico exigió su destitución para el reconocimiento de la Iglesia por parte de Constantinopla. Fue sucedido por el arzobispo Cristóbal, quien a su vez sería depuesto por las autoridades comunistas y reemplazado por el arzobispo Paisio, colaborador del gobierno y Cristóbal sería encontrado muerto por envenenamiento en 1958.
Paisio gobernó hasta su muerte en 1966 y fue sucedido por el arzobispo Damián, quien sería arrestado un año después en tras la prohibición de la religión en Albania.Damián murió en 1973, poco tiempo después de su liberación y el cargo de arzobispo de toda Albania fue abolido hasta su restitución en 1992 cuando el arzobispo Anastasio, nombrado por el Patriarcado Ecuménico, restableció la iglesia albanesa tras levantarse la prohibición de la religión.

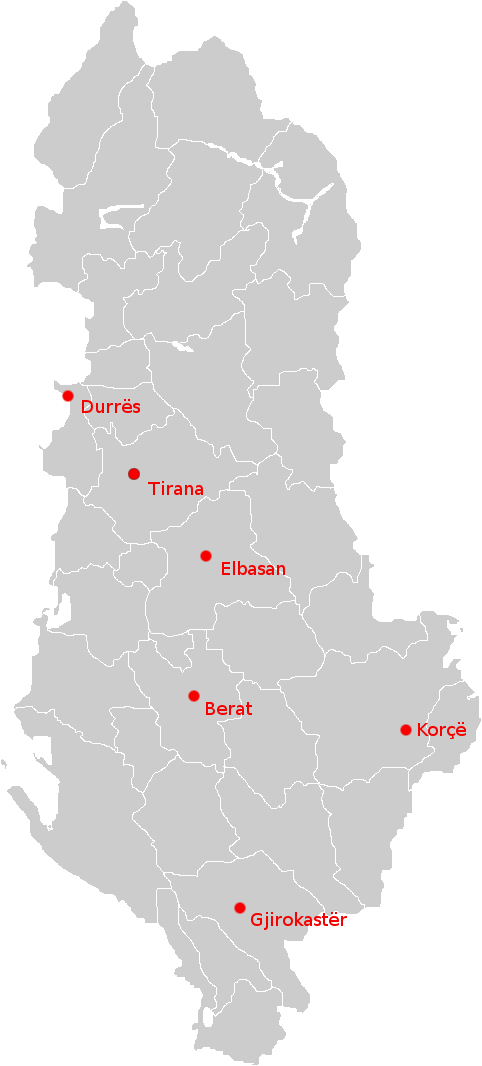
Sedes de la Iglesia ortodoxa albanesa

El 25 de enero de 2025,  Anastasio falleció en Atenas, tras varios días en cuidados intensivos debido complicaciones derivadas de un virus estacional.Su sucesor, el metropolitano Juan de Korçë el 16 de marzo de 2025 por decisión del santo sínodoy su entronización fue programada para el 29 de marzo.

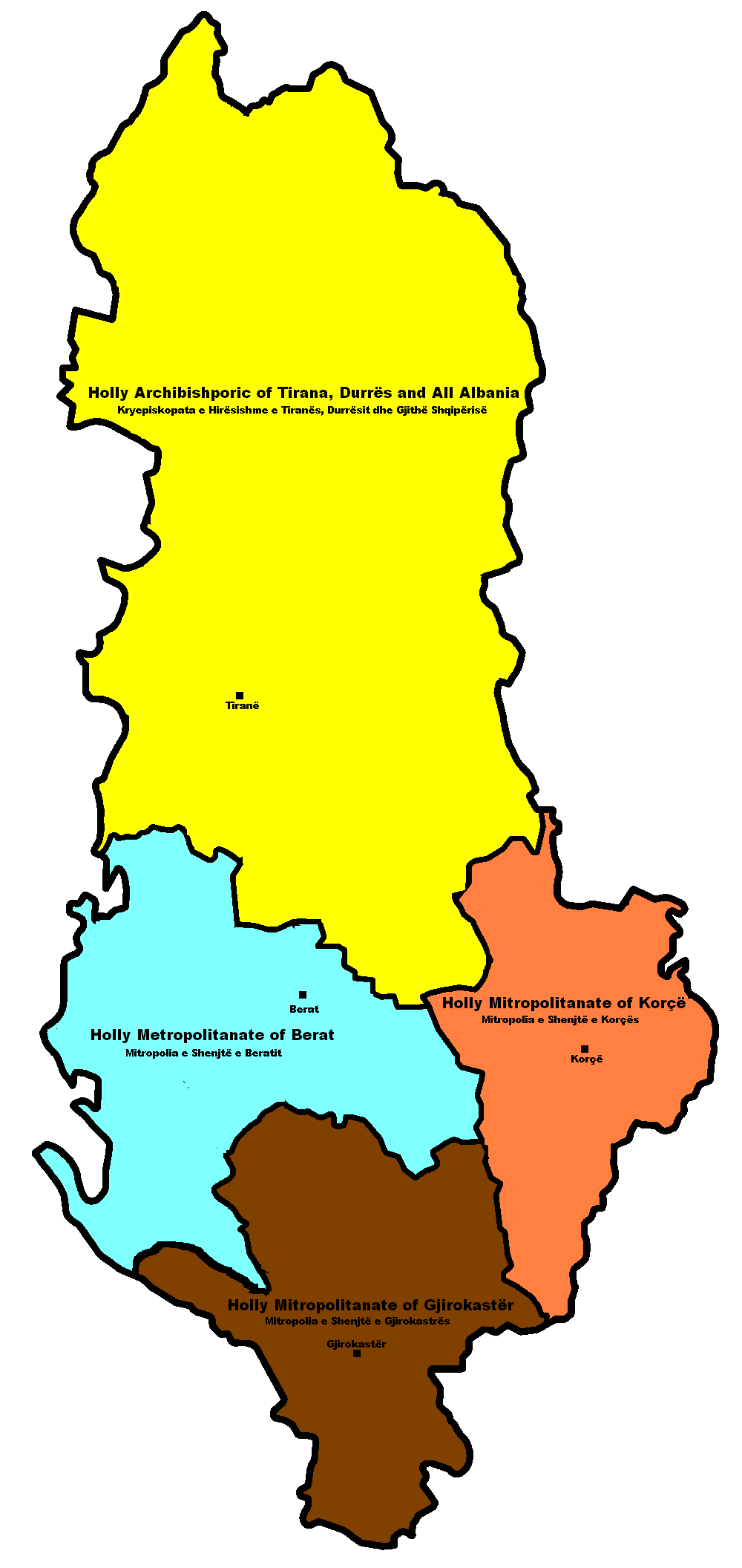
Diócesis de la Iglesia ortodoxa albanesa hasta 2016.

## Administración y Santo Sínodo
La Iglesia y su Santo Sínodo están compuestos por las siguientes jurisdicciones:
- Arquidiócesis de Tirana, Durrës y toda Albania, con sede en Tirana
- Metrópoli de Berat, Vlora y Kaninë, con sede en Berat
- Metrópoli de Korçë, con sede en Korçë
- Metrópoli de Gjirokastra, Sarandë y Himarë, con sede en Gjirokastra
- Metrópoli de Elbasan, Shpat y Librazhd, con sede en Elbasan (creada el 7 de abril de 2016)
- Metrópoli de Apolonia y Fier, con sede en Fier (creada el 7 de abril de 2016)

Existe además la metrópoli titular de Amantia y las diócesis titulares de Kruja y de Búlice.

### Arzobispos de toda Albania
1. Visarión (20 de febrero de 1929-26 de mayo de 1937; no reconocido, dimitió)
2. Cristóbal (12 de abril de 1937-25 de agosto de 1949, reconocido por el Patriarcado Ecuménico, depuesto)
3. Paisio (25 de agosto de 1949-4 de marzo de 1966, falleció)
4. Damián (7 de marzo de 1966-8 de octubre de 1973, falleció)
5. Anastasio (24 de junio de 1992-25 de enero de 2025, falleció)
6. Juan (16 de marzo de 2025-presente)